# Terpsichore
Terpsichore (Grieks: Τερψιχόρη) is een van de negen muzen uit de Griekse mythologie. Haar naam betekent 'Zij die graag danst', en ze is de muze van de dans en de lyrische poëzie, en de beschermvrouwe van het koor. Haar attribuut is de lier.
Clio · Erato · Euterpe · Kalliope · Melpomene · Polyhymnia · Terpsichore · Thaleia · Urania